# 哈科尼塔 (新墨西哥州)
哈科尼塔（英語：Jaconita）是位於美國新墨西哥州聖菲縣的普查規定居民點。

## 人口
根據2020年美國人口普查的數據，哈科尼塔的面積為1.75平方千米，皆為陸地。當地共有人口289人，而人口密度為每平方千米165.14人。